# 1991年ブルガリア国民議会選挙
1991年ブルガリア国民議会選挙（-ねんブルガリアこくみんぎかいせんきょ）は、ブルガリア共和国の立法府である国民議会（ブルガリア語：Народно събрание）を構成する議員を選出するため、1991年10月13日に投票が行われた選挙である。

## 解説
前年1990年に行われた選挙で発足した大国民議会（ブルガリア語：Велико народно събрание）において審議が進められたブルガリア共和国憲法が制定後、憲法制定議会である大国民議会は解散され、新たに国民議会の選挙が実施されることになった。この選挙では38の政党や政党連合が240議席を争ったが、議席を得る事ができたのは、ブルガリア社会党と民主勢力同盟、「権利と自由のための運動」の3党に留まり、民主勢力同盟が第一党となった。

## 選挙制度
- 定数：240議席
- 選挙制度：比例代表制

全国を31選挙区に分割（旧行政区画の県は1選挙区、首都ソフィアは3選挙区に分割、ブルガリア第2の都市であるプロヴディフはプロヴディフ県から独立して選挙区が設置される）。各選挙区毎に候補者名簿を作成。
候補者は2つの選挙区の名簿に名前を掲載できるが、両方で当選した場合は何れか一方を選択しなければならない。その場合、名簿順位下位の候補者が繰り上げとなる。
全国集計で、有効投票総数の4％以上の得票を得る事ができなかった政党や政党連合は、議席配分対象から除外される（議席阻止条項）。

## 政党
- ブルガリア社会党（ブルガリア語：Българска социалистическа партия、略称：БСП）

ブルガリア共産党の後継政党。前年1990年の選挙では第一党になった。
- 民主勢力同盟（ブルガリア語：Съюз на демократичните сили、略称：СДС）

1989年12月に、反体制勢力の連合体として結成。1990年の選挙後に憲法や経済改革法案審議のあり方をめぐって、審議拒否と早期選挙を求めるグループと、憲法採択後の選挙を主張するグループに分裂。前者のグループは、国民運動派を組織した。
- 権利と自由のための運動（ブルガリア語：Движение за права и свободи、略称：ДПС）

ブルガリア国内に居住するトルコ系住民の権利擁護を主張する政党。政治的立場は中道。
- ブルガリア農民同盟（ブルガリア語：Българският земеделски народен съюз、略称：БЗНС）

旧共産党政権時代の衛星政党を同名政党を前身とする。

## 選挙結果
- 投票日：1991年10月13日
- 有権者数：6,916,151名
- 投票率：84.99％

| 政党（連合）名                       | 得票数    | 得票率 | 議席数 | 占有率 |
| ------------------------------------ | --------- | ------ | ------ | ------ |
| 民主勢力同盟 СДС                     | 1,903,567 | 34.36  | 110    | 45.83  |
| ブルガリア社会党 БСП                 | 1,836,050 | 33.14  | 106    | 44.17  |
| 権利と自由のための運動 ДПС           | 418,168   | 7.55   | 24     | 10.00  |
| ブルガリア農民同盟（統一派）         | 214,052   | 3.86   | 0      | 0.00   |
| ブルガリア農民同盟ニコラ・ペトコフ派 | 190,454   | 3.44   | 0      | 0.00   |
| 民主勢力同盟（中道派）               | 177,295   | 3.20   | 0      | 0.00   |
| 民主勢力同盟（自由派）               | 155,902   | 2.81   | 0      | 0.00   |
| ブルガリア王国連合                   | 100,883   | 1.82   | 0      | 0.00   |
| ブルガリアビジネスブロック           | 73,379    | 1.32   | 0      | 0.00   |
| ブルガリア急進民主党                 | 62,462    | 1.13   | 0      | 0.00   |
| 諸党派                               | 408,625   | 7.37   | 0      | 0.00   |
| 合計                                 | 5,540,837 | 100    | 240    | 100    |

出所：第7章「ブルガリアの議会と政党」表2「1991年10月13日第36国民議会議員選挙」、伊東孝之編著『東欧政治ハンドブック　議会と政党を中心に』財団法人日本国際問題研究所　194頁。Resultats de les eleccions búlgares（2010年9月3日閲覧）。なお有効投票で1％未満しか得られなかった政党及び連合については「諸党派」とした。